# Enno Lolling
Enno Lolling (ur. 19 lipca 1888 w Kolonii, zm. 27 maja 1945 we Flensburgu) – zbrodniarz hitlerowski, doktor medycyny, naczelny lekarz wszystkich niemieckich obozów koncentracyjnych oraz SS-Standartenführer.

## Życiorys
Urodził się w Kolonii (niem. Köln). Uczestnik I wojny światowej, służąc w Gwardyjskim Pułku Fizylierów (Garde-Füsilierregiment) oraz Flandryjskiej Flotylli Okrętów Podwodnych (Marinekorps Flandern), m.in. jako lekarz sztabowy marynarki wojennej (Marinestabsarzt). Członek SA od 1933 oraz NSDAP od 28 sierpnia 1933 o numerze partyjnym 4 691 483. W maju i czerwcu 1936 wcielono go do służby w Wehrmachcie, skąd przeniesiono go do czynnej służby w SS, gdzie nadano mu numer ewidencyjny 179 765, z jednoczesnym przydziałem do KL Dachau, w charakterze obozowego lekarza SS (SS-Lagerarzt). 1 listopada 1937 mianowano go zwierzchnikiem wszystkich lekarzy SS w tym obozie, a 12 lutego 1941 został naczelnym lekarzem garnizonu SS (SS-Standortarzt) w Oranienburgu, gdzie miał swoją siedzibę Inspektorat Obozów Koncentracyjnych (Inspektion der Konzentrationslager).
Po utworzeniu Głównego Urzędu Gospodarczo-Administracyjny SS (SS-Wirtschafts- und Verwaltungshauptamt, WVHA) i włączeniu do niego z dniem 3 marca 1942, do WVHA jako Grupa Urzędów D – Obozy Koncentracyjne (Amtsgruppe D – Konzentrationslager) – objął w nim kierownictwo Urzędu D III – Sprawy Sanitarne i Obozowa Higiena (Amt D III – Sanitätswesen und Lagerhygiene), z jednoczesnym pełnieniem funkcji naczelnego lekarza w Sachsenhausen (KL). 5 lipca 1942 mianowano go oficjalnie naczelnym lekarzem niemieckich obozów koncentracyjnych (Leitender KL-Arzt), pełnił tę funkcję do 8 maja 1945.
Jego przełożonym był Richard Glücks. Lollingowi podlegali bezpośrednio wszyscy lekarze obozów koncentracyjnych (m.in. powoływał ich i odwoływał). Dobierał on lekarzy, kładąc szczególny nacisk na ich cechy osobiste, zwłaszcza bezwzględność i niewrażliwość na ludzkie cierpienie. Lolling często rywalizował z Ernstem Robertem Grawitzem, naczelnym lekarzem SS i policji (Leitender Arzt der SS und Polizei). Osobiście zlecał przeprowadzanie eksperymentów medycznych na więźniach. Był morfinistą i alkoholikiem, do Grawitza często wpływały na niego skargi.
Zmarł w wojskowym zapasowym szpitalu brytyjskim we Flensburgu, prawdopodobnie popełniając samobójstwo.
Członek organizacji Lebensborn.

## Odznaczenia i wyróżnienia
- Krzyżem Żelaznym II Klasy (Eisernes Kreuz II Klasse)
- Wojennym Krzyżem Zasługi II i I Klasy z Mieczami (Kriegsverdienstkreuz II und Klasse mit Schwertern)
- Pierściem Honorowym SS (SS-Totenkopfring)
- Honorową Szpadą SS (SS-Ehrendegen).

## Literatura
- Autobiografia Rudolfa Hössa, komendanta obozu oświęcimskiego, Warszawa 1989, s. 294–296
- Dienstalterliste der Schutzstaffel der NSDAP. Stand vom 1. Dezember 1938, Berlin 1938, s. 106, 107.
- Klee Ernst, Auschwitz. Medycyna III Rzeszy i jej ofiary, wyd. Universitas, Kraków 2001. ISBN 83-7052-590-3.
- Lasik Aleksander, Biographies of Auschwitz SS-men, [w:] Death Books from Auschwitz, München-New Providence-London-Paris 1995, s. 264. ISBN 3-598-11272-6.
- Lasik Aleksander, Sztafety Ochronne w systemie niemieckich obozów koncentracyjnych. Rozwój organizacyjny, ewolucja zadań i struktur oraz socjologiczny obraz obozowych załóg SS, Oświęcim 2007, s. 478, 479. ISBN 978-83-60210-32-1.
- Mikulski Jan, Medycyna hitlerowska w III Rzeszy, Warszawa 1981, passim.
- Orski Marek, Niewolnicza praca więźniów obozu koncentracyjnego Stutthof w latach 1939–1945. Organizacja pracy i metody eksploatacji siły roboczej, Gdańsk 1999, s. 342. ISBN 83-85843-84-1.
- Sterkowicz Stanisław, Lekarze-mordercy spod znaku swastyki, Toruń 1996, s. 66–68
- Ternon Yves, Helman Socrate, Historia medycyny SS, czyli mit rasizmu biologicznego, Warszawa 1973, s. 250.
- Tuchel Johannes, Die Inspektion der Konzentrationslager 1938-1945. Das System des Terrors, Berlin 1994, s. 218, 382, 383.
- Tuchel Johannes, Konzentrationslager. Organisationsgeschichte und funktion der „Inspektion der Konzentrationslager” 1934-1938, Boppard am Rhein 1991, s. 382, 383.